# Asfaltsdjungelns indianer

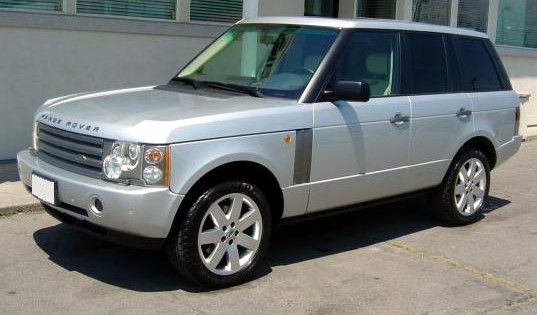
Stadsjeep.

Asfaltsdjungelns indianer var en aktivistgrupp som vid ett antal tillfällen med början i juli 2007 gjorde däck på stadsjeepar obrukbara genom att med hjälp av däckventilen släppa ut luften ur dem. Det skedde i Stockholm, Göteborg, Malmö och en rad andra svenska städer. På bilarnas vindrutor lämnade man även ett meddelande med texten Din stadsjeep dödar.
Syfted med aktionerna var att uppmärksamma stadsjeepars höga bränsleförbrukning och därmed höga koldioxidutsläpp i Jordens atmosfär. Rörelsens medlemmar ansåg att stadsjeepägare inte har rätt till att åka omkring i sin stadsjeep på andra människors bekostnad.
En av de första aktionerna som rapporterades i media genomfördes den 26 juli 2007 i Stockholm. Aftonbladet rapporterade att kniv då användes för att skära sönder däck snarare än att bara släppa ut luften. En kvinna i 30-årsåldern greps i tunnelbanestationen Rådmansgatan. Hon misstänktes för skadegörelse, misshandel och brott mot knivlagen.. Den första aktionen som gruppen själva rapporterade om genomfördes under natten till 14 juli 2007.
Den 10 december 2007 deklarerade gruppen i en artikel i Aftonbladet att de utlyser en "vapenvila" och tills vidare upphör med sina aktioner.
Natten till den 7 november 2007 genomförde Asfaltjunglens indianere på Nørrebro i Köpenhamn organisationens första pysning av stadsjeepsdäck i Danmark och under mars 2008 har aktivister som tros ha en koppling till Asfaltsdjungelns indianer genomfört liknande aktioner i Edinburgh, Skottland.